# Hans Ulrich Siegenthaler

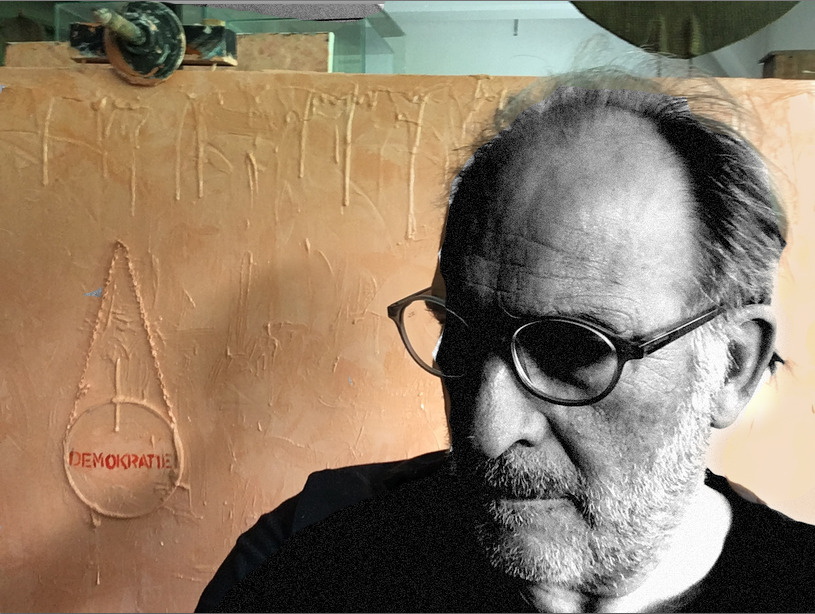
HUS / Hans Ulrich Siegenthaler (2022)

Hans Ulrich Siegenthaler(auch Hans-Ueli Siegenthaler oder HUS). (* 17. Dezember 1952 in Bern) ist ein Schweizer Maler und Konzeptkünstler.

## Leben
HUS wuchs in Bern-Bümpliz auf. Ab dem 16. Altersjahr machte er eine Lehre als Fernmelde-, Elektro- und Apparatemonteur (FEAM). Bevor er sich zum IT-Spezialisten ausbilden liess, arbeitete er im Schweizerischen Institut für Nuklearforschung in Villigen. Der Einblick in die Kern- und Elementarteilchenforschung und in die exakten Wissenschaften prägte sein Weltbild mit. Im Bundesamt für Kultur (BAK), wo HUS 29 Jahre als IT-Verantwortlicher in leitender Position arbeitete, waren später eines seiner Hauptaufgabengebiete die neuen Medien, insbesondere das Internet, jedoch auch die Bestandserhaltung digitaler Erzeugnisse. HUS, der im BAK Einblick in verschiedene Belange des Staatswesens erhielt, begann in den späten 1990er Jahren seine «Reale Fiktion», die Republik Sehnah, parallel zur konzeptuellen Malerei aufzubauen.
Nach anfänglichen Versuchen als Musiker, Autor, Lyriker, Filmer und Fotograf gelangte er 1975 zur Malerei. Seine damaligen Auseinandersetzungen mit konzeptuellen, minimalistischen Werken u. a. Lawrence Weiner, Donald Judd und Ed Kienholz führten ihn zu seiner Kunstauffassung. Ab 2006 begann eine intensive Zusammenarbeit mit Herbert Distel. Er baute für diesen die erste Internetseite für das Schubladenmuseum und wurde von Distel zum Direktor des MOD (Museum of Drawers / Schubladenmuseum) auf Lebenszeit ernannt. Er zeichnete verantwortlich für die Initiierung der erweiterten Neuauflage der Publikation des Buches von 1977 und die Restaurierung der originalen Dias. 2020 gab HUS das Amt des Direktors ab.
Um 1990 war HUS Redaktor und Mitherausgeber der Literaturzeitschrift Alpha, wo er für die Jubiläumsnummer 50 vom Juni 1992 verantwortlich war, die von Bernhard Luginbühl gestaltet wurde. Neben Texten von HUS wurden in diese Nummer u. a. auch Beiträge von Franz Hohler, Peter Lehner, Kurt Marti und Fritz Widmer aufgenommen.
HUS ist verheiratet, hat zwei erwachsene Kinder, lebt und arbeitet in Oberwil im Simmental und in der Stadt Bern.

## Werk
Zu seinem Repertoire gehören Videoarbeiten, Malerei, Objekte und Computerarbeiten. Seine zentralen Werke sind die Reale Fiktion Sehnah/Habalukke und seine Einfleischungen. HUS bezeichnet sich grundlegend als Autodidakt und arbeitet bis 1980 einen persönlichen Findungsprozess durch. In Manier der Minimal Art malt HUS reduzierend auf eine feine, strukturierte Art. So endete die Strichphase 1987 mit dem Werk «Menschheit» in einer komplexen Mikrofilmarbeit mit 5 Milliarden Strichen, für jeden damals existierenden Menschen ein Zeichen. Das Werk sollte von dem Bevölkerungsfonds der Vereinten Nationen übernommen werden, was jedoch an formalen Faktoren der Übergabe scheiterte.

### Einfleischungen
Seit der Mitte der 1980er Jahre befasst sich HUS mit Einfleischungen. So bezeichnet der Künstler die von ihm gewählten Farbtöne für die Darstellung nackter menschlicher Körperpartien. HUS verwendet den Begriff angelehnt an den Philosophen Maurice Merleau-Ponty, dass eine sinnhafte Welt nur als sinnlich verkörperte Welt existieren kann. HUS übernimmt diesen Gedanken in seine Malerei, die zum monochrom fleischfarbenen, gegenstandslosen, schweigenden Bild tendiert, welches nur noch «Körper» ist.

### AusstellungsprojektHabalukke

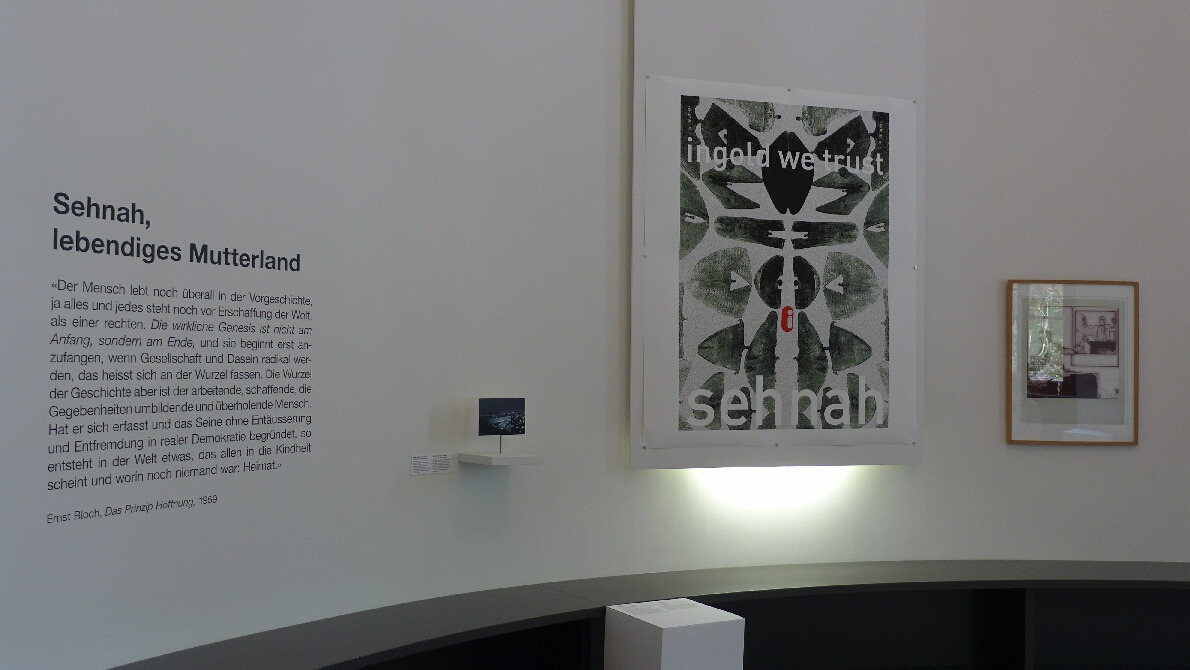
Ausstellungsansicht NMB mit dem Plakat von Res Ingold / Ingold Airlines «in ingold we trust»

HUS erklärt den Ausstellungsbesucher zum Protagonisten der Inszenierung. Dieser gehe im Kunstwerk auf, werde aber am Ende aufgeklärt. HUS inszeniert bewusst im Archäologischen Museum und nicht im Kunstmuseum. In der Archäologie der schriftlosen Frühzeit können die Artefakte nicht einem Künstler zugeordnet werden. Ebenso bleibt der Urheber bis ans Ende des Ausstellungsparcours unbenannt. Er stellt das Werk Habalukke vor den Künstlernamen. Schwerpunkte bildeten die Internetseiten Berenanews.com, Sehnah.com und Habalukke.ch.

## Einzelausstellungen (Auswahl)
- 1976: Galerie Lauffohr, Brugg (CH)[3]
- 1977: Galerie im Doktorhaus, Oberdorf (CH)[4]
- 1978: Galerie Szene, Bern (CH)[5]
- 1991: Galerie Hermes, Solothurn (CH)[6]
- 1994: Mühle Galerie, Bern (CH)[7]
- 1997: Galerie Mürner, Murten (CH)[8]
- 1999, 2012: Galerie Theater, Bern (CH)[9]
- 2003: Galerie Kulturkeller, Bern (CH)[10]
- 2005: Galerie Rathauskeller, Aarberg (CH)[11]
- 2016: Neues Museum Biel (NMB) Biel (CH)[12]
- 2017: Collection des moulages de l’Université de Genève (CH)[13]
- 2022: Archäologisches Museum Colombischlössle Freiburg (D)[14]

## Gruppenausstellungen (Auswahl)
- 1996: Alpenglühn, Forum Schlossplatz, Aarau (CH), kuratiert von Beat Gugger[15]
- 1998: Von Colombo nach New Delhi, Galerie 5a, Bern (CH)[16]

## Aktionen (Auswahl)
- Capramontes Schaulager (Veranstalter): Peter Lehner. Eine Hommage von Hans Ulrich Siegenthaler (Gitarre) und Walter Kretz (Geige), Rüfenacht, 2019

## Publikationen (Auswahl)
- Marie-Louis Schaller, Galerie Hermes (Hrsg.):  Ausstellung Solothurn, 1993.[17]
- Ludivine Marquis, Jonas Kissling, Elise Maillard: Habalukke – Trésors d’une civilisation oubliée. In: AS / Archäologie Schweiz. Nr. 39, 2016, EAN 9770255900004, S. 40 ff.
- Habalukke – Schätze einer vergangenen Zeit. In: Sammeln / Collection. Nr. 118, April/Mai 2016, EAN 9771422471006 00118, S. 2 ff.
- Neues Museum Biel (Hrsg.): Berena-News: le journal de la République de Sehnah NMB, 27.02 – 29.05.2016. / Die Zeitung der Republik Sehnah: Ausstellung NMB 27.02–29.05 2016 (Aufl. 58'000 Expl.).
- Mario Frasa (Autor) / Hans Ulrich Siegenthaler (Illustration): Cartoline dal Nord,  Edizioni Pagine d'Arte, Tesserete / CH, 2024, EAN 9788894904611